# Bojayá
Bojayá è un comune della Colombia facente parte del dipartimento di Chocó.
Il centro abitato venne fondato nel XVII secolo, mentre l'istituzione del comune è del 12 dicembre 1960.